# Кондратьевское сельское поселение (Крым)
Кондратьевское се́льское поселе́ние (укр. Кіндратівське сільське́ посе́лення, крымскотат. Aqsürü Qoñrat köy yurtu, Акъсюрю Конърат кой юрту) — муниципальное образование в Джанкойском районе Республики Крым России.
Административный центр — село Кондратьево.

## География
Расположено в юго-восточной части Джанкойского района, в степной зоне полуострова.

## История
В 1978 году был образован Кондратьевский сельский совет, выделившись из состава Рощинского сельского совета.
Статус и границы Кондратьевского сельского поселения установлены Законом Республики Крым от 5 июня 2014 года № 15-ЗРК «Об установлении границ муниципальных образований и статусе муниципальных образований в Республике Крым».

## Население
| 2001  | 2014  | 2015  | 2016  | 2017  | 2018  | 2019  |
| ----- | ----- | ----- | ----- | ----- | ----- | ----- |
| 1823  | ↘1391 | ↗1394 | ↘1381 | ↘1355 | ↘1328 | ↘1305 |
| 2020  | 2021  |       |       |       |       |       |
| ↘1289 | ↗1346 |       |       |       |       |       |

## Состав сельского поселения
| № | Населённый пункт | Тип населённого пункта       | Население |
| - | ---------------- | ---------------------------- | --------- |
| 1 | Дорожное         | посёлок                      | ↘7        |
| 2 | Кондратьево      | село, административный центр | ↘803      |
| 3 | Рубиновка        | село                         | ↘360      |
| 4 | Советское        | село                         | ↘221      |